# Esgalduin
El Esgalduin es un río ficticio que forma parte del legendarium creado por el escritor británico J. R. R. Tolkien y que aparece en sus novelas póstumas El Silmarillion y Los hijos de Húrin. 

## Etimología
Su nombre significa «río bajo el velo de hojas» y proviene del Ilkorin; formado por las palabras esgal, que significa «escondite», «velo» o «techo de hojas», y duin, que significa «río». El nombre está relacionado con el hecho de que casi todo su cauce transcurre por los dos grandes bosques que forman Doriath: Neldoreth y Region.

## Geografía e historia
Nace en las laderas meridionales de Ered Gorgoroth, en el extremo oriental, y desciende hacia el sur atravesando Dor Dínen y formando el límite oriental de Nan Dungortheb. El Camino Este lo cruzaba en los lindes septentrionales de Neldoreth a través de un puente de piedra llamado Iant Iaur.
El río penetra profundamente en Doriath separando el bosque de Neldoreth del de Region y es alimentado por muchos arroyos; en uno de ellos, cercano a la ciudad del rey Thingol, se mató el elfo Saeros cuando huía de la ira de Túrin.
Como recompensa por las enseñanzas de la maia Melian y las perlas que el rey Thingol les había regalado, los enanos de Belegost construyeron para ellos unas mansiones parecidas a las suyas, excavadas en una colina rocosa situada en la ribera meridional del río Esgalduin y a las que llamaron Menegroth. Sólo se podía acceder a ellas atravesando un único puente de piedra sobre el río. En las cercanías de la ciudad, el Esgalduin describía una pronunciada curva hacia el oeste, para desembocar en el río Sirion.